# موریچال نووو
موریچال نووو (انگلیسی: Morichal Nuevo) یک منطقهٔ مسکونی در کلمبیا است.